# Fireflies
Fireflies je debutová píseň a zároveň singl amerického popového projektu Owl City. Píseň pochází z druhého alba Ocean Eyes. Produkce se ujali producenti člen, představitel a zakladatel Owl City Adam Young a Matthew Thiessen z Relient K, který v písni vystupuje rovněž jako vedlejší zpěvák. Byla vydána 14. července 2009.
Adam Young skladbu popisuje jako "písničku o broucích a o tom, jak člověk nemůže v noci usnout" V textu se objevují motivy jako insomnie, světlušky a léto.
V říjnu 2009 song dosáhl vrcholu na Billboard Hot 100. Světově se umístil na první příčce také v Austrálii, Belgii, Nizozemí, Dánsku, Finsku, Norsku, Švédsku, Irsku a Spojeném království.
"Fireflies" bylo použito pro reklamní video společnosti Sony na videohru EyePet. A objevuje se v albu Disney Sing It: Party Hits. A je také součástí Guitar Hero 5 a Rock Band 3.

## Seznam skladeb
Evropský CD singl
1. "Fireflies" – 3:48
2. "Hot Air Balloon" – 3:35[2]

US CD promo
1. "Fireflies" – 3:48[3]

Remixy od různých interpretů
- "Fireflies - Adam Young Remix" – 3:13
- "Fireflies - Karaoke Mix" – 3:51
- "Fireflies - Jason Nevins Remix" – 3:28[2]
- "Fireflies (The Voice Performance) - Ben Bennett" - 3:05

## Inspirace
Adam říká: "Jednou jsem šel do Taco Bell a objednal si grilované, nadívané burrito a cheesy fiesta potatoes. Bylo to vynikající. Pak jsem šel domů a napsal Fireflies."
Jinde zase: "Když jsem napsal 'Fireflies', tak jsem byl jednou v noci ve sklepě dlouho vzhůru. Seděl jsem u kláves a hrál si, nesnažil jsem se nic doopravdy napsat. Během několika dalších hodin byla píseň dána dohromady tou nejpřirozenější cestou. Nedokážu to vysvětlit, ale skoro se to napsalo samo. V ten okamžik jsem neměl nejmenší tušení, že jsem napsal hit."
V dalším rozhovoru uvádí: "Byly dvě hodiny ráno a já jsem seděl se svým MicroKorgem na podlaze ve sklepě svých rodičů... Trpím nespavostí a vždycky, co si pamatuju, jsem neusínal zrovna snadno. Chtěl jsem zpívat o neschopnosti usnout takovým rozmarným způsobem, že bych situaci vykreslil jako bezstarostnou a téměř více jako požehnání než prokletí. Je ironií, že chvíle, kdy se spánek a já nemůžeme střetnout, jsou často dobou, kdy inspirace udeří nejsilněji. Týden před napsáním písně jsem byl na dovolené v Iowě a žasl jsem nad tím, kolik světlušek se za stmívání objevilo. Nemusel jsem si doopravdy spojovat insomnii a svítící brouky, jaksi se to stalo samo a píseň se v podstatě napsala sama. Byla to legrace."
Nespornou inspirací pro něj byla i monotónní práce ve skladu u Coca Coly: "Umožňovalo mi to si tyto projekty jaksi vysnít. Z jednoho z nich se stal Owl City. Přemýšlel jsem nad tím, jak jsem chtěl, aby to znělo, jak jsem chtěl, aby nahrávky vypadaly. Někdy práce v monotónním prostředí může opravdu osvobodit fantazii." Také dodává, že jeho pokojík ve sklepě mu napomohl: "Spousta toho má co dělat s tím, že jsem během tvoření sám, žádní producenti, inženýři. A ten přístup mi dovoluje volněji myslet." Zmiňuje, že i různé doplňky jsou inspirací pro jeho kreativitu: "Mám hodně kreseb krajin, éterických, snivých fotografií přírody. To vše kolem mě se podvědomě vkrádá a objevuje v mé hudbě."

## Další informace
Adam v jednom rozhovoru vypravuje: "Pamatuju si, jak jsme jednou byli v Cologne v Německu a na vrcholu jedné gotické katedrály, světe div se, někomu začal zvonit telefon a jako vyzvánění měl Fireflies. Člen kapely, co hraje na vibrafon a vyrůstal v Rakousku, mluví německy a řekl té dívce německy: 'Když ti něco prozradím, slibuješ, že nebudeš křičet?' Odpověděla: 'Jo, snad.' A tak jí řekl: 'Člověk, který napsal tu písničku je támhle. Ten praštěný kluk s kapucí.' Ona nám nevěřila, ale stejně to byla neuvěřitelné slyšet píseň, kterou jsem napsal v mámině sklepě a najednou jsem v Německu. Bylo to šílené."
Později po úspěchu The Midsummer Station, kdy Adam hrál živě jen za doprovodu kytary pro různé rádiové stanice, tak jako předehru k písni "Fireflies" použil právě melodii ze songu "Sunburn".

## Covery
Část písně se objevuje v "Polka Face" od "Weird Al" Yankovic na albu Alpocalypse. 
Sam Tsui vytvořil cover pro své album. Cheryl Cole zpíval tuto píseň na BBC Radio 1's Live Lounge. Populární YouTube bubeník Cobus Potgieter vytvořil bubnový cover skladby, 30. března jej nahrál na YouTube a získal přes 3,5 miliónu zhlédnutí.
Ben Bennett s Jesse a Ashleigh zpívali tuto píseň v soutěži The Voice Australia. Universal Music později cover Bena Bennetta vydal na iTunes.
Mac Miller zahrnuje melodii ve své písni "Don't Mind if I Do".

## Videoklip
Video pro "Fireflies" bylo režírováno Stevem Hooverem. Vyšlo na mělo premiéru na MySpace 15.12.2009, ale ještě předtím proniklo na veřejnost na stránkách YouTube a Dailymotion. Vystupuje zde Adam Young, který hraje skladbu na elektrické varhany značky Lowrey v pokoji plném hraček (astronaut, dinosaur, auta,...), které ožívají. Většina hraček je staršího ražení, asi ze 70. a 80. let.

## Úspěchy
"Fireflies" byla od roku 1958 první písní číslo jedna na Hot 100, která je o zvířeti a od interpreta se zvířetem v názvu. V roce 1958 to byla "The Chipmunk Song" od The Chipmunks.
| Země      | Umístění |
| --------- | -------- |
| USA       | 1        |
| Kanada    | 2        |
| Anglie    | 1        |
| Německo   | 6        |
| Austrálie | 1        |
| Česko     | 2        |

| Země               | Ocenění    | Prodeje   |
| ------------------ | ---------- | --------- |
| Austrálie          | 6× platina | 420,000   |
| Belgie             | zlato      | 15,000    |
| Dánsko             | platina    | 30,000    |
| Itálie             | zlato      | 15,000    |
| Nový Zéland        | platina    | 15,000    |
| Švédsko            | 2× platina | 80,000    |
| Švýcarsko          | zlato      | 15,000    |
| Spojené království | platina    | 600,000   |
| USA                | 4× platina | 4,000,000 |

## Data vydání
| Region     | Datum             | Vydavatel          | Formát           |
| ---------- | ----------------- | ------------------ | ---------------- |
| USA/Kanada | 14. července 2009 | Universal Republic | Digital download |
| Austrálie  | 9. listopadu 2009 | Universal Republic | CD singl         |
| UK         | 8. ledna 2010     | Universal Republic | Digital download |
| UK         | 22. února 2010    | Universal Republic | CD singl         |
| Irsko      | 14. ledna 2010    | Universal Republic | Digital download |
| Polsko     | 16. ledna 2010    | Universal Republic | CD singl         |
| Německo    | 22. ledna 2010    | Universal Republic | CD singl         |